# Academia Puerto Cabello
Maillots
Dernière mise à jour : 31 juillet 2025.
L'Academia Puerto Cabello est un club vénézuélien de football fondé en 2011 et basé dans la ville de Puerto Cabello.

## Histoire
Le club est fondé le 21 janvier 2011, lors de la saison 2014-2015 il participe à la troisième division vénézuélienne. Puerto Cabello est promu en deuxième division en 2015, l'équipe termine à la deuxième place de son groupe mais ne termine qu'à l'avant dernière place du tournoi pour la promotion en première division. Puerto Cabello aura sa promotion finalement en 2017.
En 2018, pour sa première saison en première division le club termine à la 12e place du classement cumulé.
En 2020, Puerto Cabello termine à la 3e place de son groupe dans un championnat modifié à cause de la pandémie de Covid-19, toutefois cette performance permet au club de disputer la Copa Sudamericana 2021.

## Personnalités du club

### Présidents
- Juan Carlos Jiménez

### Entraîneurs
- Gustavo Caraballo